# Jacaranda hesperia
Jacaranda hesperia là một loài thực vật có hoa trong họ Chùm ớt. Loài này được Dugand mô tả khoa học đầu tiên năm 1954.